# Campidoglio (Salt Lake City)
Il Campidoglio di Salt Lake City (in inglese Utah State Capitol) è la sede governativa dello Stato dello Utah, negli Stati Uniti d'America.
Fu costruito tra il 1912 e il 1916 dall'architetto Richard Karl August Kletting in stile neoclassico.